# Don't Leave Home
«Don't Leave Home» (en español: No te vayas de casa) es una canción interpretada por la cantante Dido. Es el tercer sencillo del álbum Life for Rent, lanzado oficialmente el 12 de abril de 2004. La canción alcanzó la posición 13 en la UK Singles Chart, donde se mantuvo durante 9 semanas. 
El tema de la canción es la drogodependencia. Está escrita desde el punto de vista de la droga cantando al adicto. La canción fue grabada originalmente como una maqueta para el álbum de 1999 No Angel.

## Listado de canciones
1. «Don't Leave Home» (Recall Mix)
2. «Stoned» (Deep Dish Remix)

## Video musical
El video musical de "Don't Leave Home" inicia con Dido manejan por un camino desierto mientras oscurece. De repente, llega a un bosque. Dido abandona el carro, deja su maletín en el suelo y se adentra en el bosque. Poco después, sale del bosque y encuentra una formación rocosa frente al mar. El video termina con Dido en la playa, cantando sola en la arena.

## Listas de popularidad
| Lista (2003)                      | Posición más alta |
| --------------------------------- | ----------------- |
| Billboard Hot Adult Top 40 Tracks | 22                |
| Billboard Hot Digital Tracks      | 17                |
| Listas musicales de Alemania      | 34                |
| Listas musicales de España        | 58                |
| Nederlandse Top 40 (Países Bajos) | 25                |
| Swiss Record Charts               | 31                |
| UK Singles Chart                  | 13                |
| Ultratop 50 (Flandes)             | 15                |
| Ö3 Austria Top 40                 | 19                |